# NGC 5729
NGC 5729 é uma galáxia espiral (Sb) localizada na direcção da constelação de Libra. Possui uma declinação de -09° 00' 35" e uma ascensão recta de 14 horas, 42 minutos e 06,9 segundos.
A galáxia NGC 5729 foi descoberta em 4 de Fevereiro de 1786 por William Herschel.